# Сектец
Сектец — река в России, протекает по Калужской области. Левый приток реки Ясенок.

## География
Река Сектец берёт начало в лесах западнее села Новослободск. Течёт на юг через деревни Котовичи и Дмитровка. Устье реки находится в 10 км по левому берегу реки Ясенок. Длина реки составляет 14 км.
Система водного объекта: Ясенок → Жиздра → Ока → Волга → Каспийское море.

## Данные водного реестра
По данным государственного водного реестра России относится к Окскому бассейновому округу, водохозяйственный участок реки — Ока от города Белёв до города Калуга, без рек Упа и Угра, речной подбассейн реки — бассейны притоков Оки до впадения Мокши. Речной бассейн реки — Ока.
Код объекта в государственном водном реестре — 09010100512110000019678.